# Capim-amargoso
O capim-amargoso (Digitaria insularis) é uma erva cespitosa,da família das gramíneas, nativa do Brasil, principalmente dos estados de Minas Gerais e Rio Grande do Sul. Tal espécie possui folhas filiformes e espigas solitárias. É muito utilizado como forragem, ainda que de qualidade inferior, a fim de fixar dunas e terrenos sujeitos à erosão. A infusão e o xarope das espiguetas são utilizados contra a bronquite e a gonorreia. Também é conhecido pelos nomes de barba-de-bode e capim-limão.
A autoridade científica da espécie é (Trin.) Hack., tendo sido publicada em Flora Brasiliensis 2(4): 306. 1883. O The Plant List indica esta espécie como sinónima de Elionurus muticus (Spreng.) Kuntze.

## Descrição

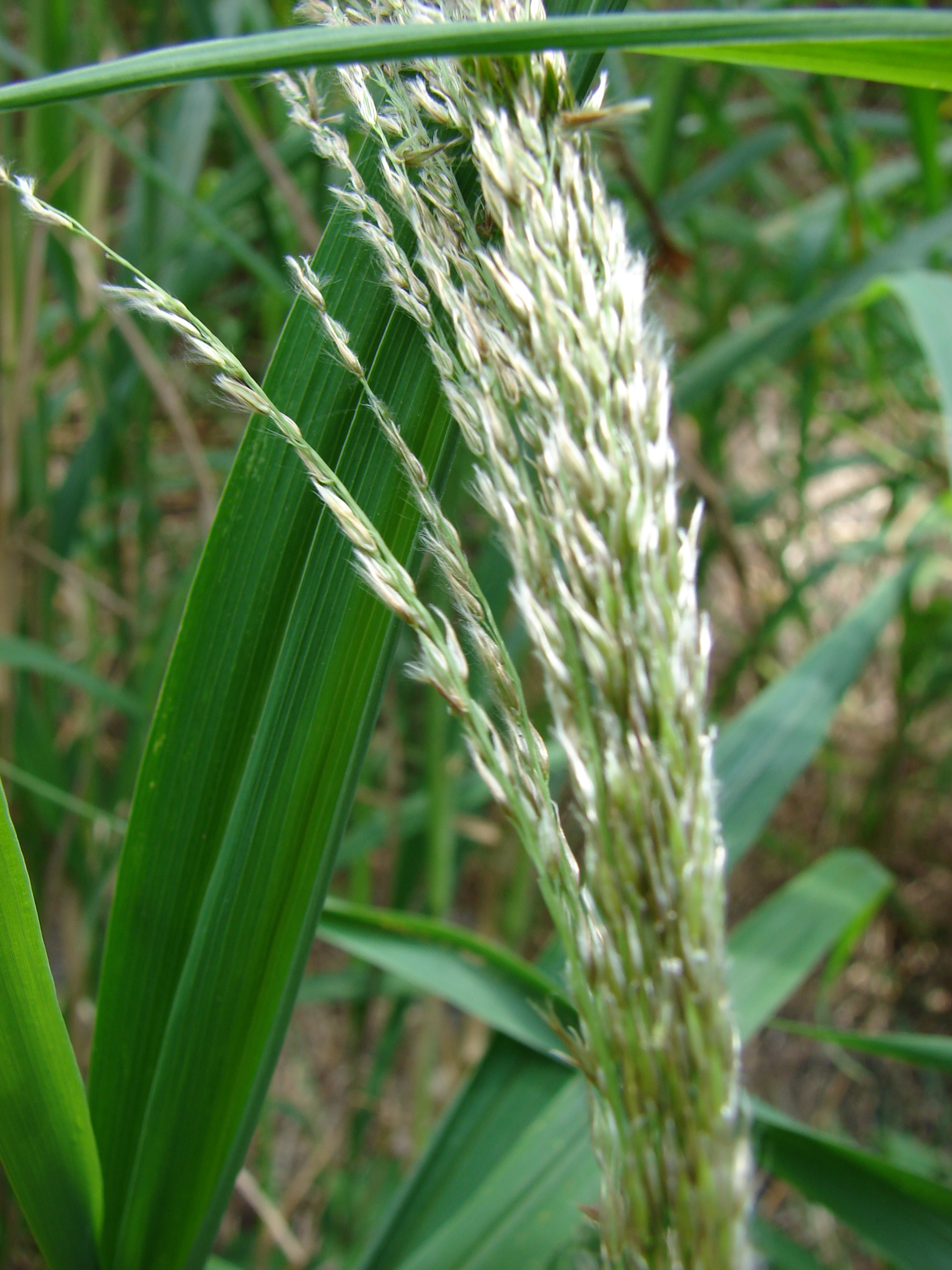
Inflorescência

Digitaria insularis é uma espécie de capim avolumado perene, composto por rizomas muito curtos e espessos. Os caules atingem uma altura de 80–130 cm e são finos, ramificados a partir dos nós inferiores e médios com bases estendidas, brácteas lanosas, entrenós e nós glabros. Constitui de bainhas pilosas, em sua maioria, lígula com 4–6 mm, lâminas lineares de 20–50 cm e 10–20 mm de largura. Possui inflorescência com 20–35 cm de comprimento, numerosas espiguetas, 10–15 cm de comprimento, raque triquetrosa solitária, 0,4-0,7 mm de largura; folhas lanceoladas, com 4,2-4,6 mm de comprimento, pareadas, caudadas, densamente cobertas por tricomas de até 6 mm de comprimento, podendo variar de 5 mm até ápice da espigueta; Gluma inferior triangular a oval, com 0,6 mm de comprimento, enervada, membranosa. A gluma superior pode alcançar de 3,5-4,5 mm de comprimento, aguda, ciliada. Apresenta lema inferior longo como a sua espigueta, acuminado, coberto de cerdas sedosas, lema superior com 3,2-3,6 mm de comprimento, acuminado, marrom escuro. As anteras possuem entre 1-1,2 mm de comprimento.
Apresenta crescimento lento até 45 dias após a emergência, sendo este rápido a partir dos 45 até os 105 dias.

## Distribuição e habitat
Digitaria insularis é nativa das Américas de clima tropical e subtropical. Caracteriza-se como uma espécie relativamente comum, encontrada em campos, pastagens, áreas antropizadas e até em praias, a uma altitude de até 1.400 m acima do nível do mar.

Em países da América do Sul, tais como, Brasil, Paraguai, Argentina, Bolívia e Venezuela, é considerada uma planta daninha com rápida dispersão, disseminada fora de seus habitats naturais. Foi introduzida na Ásia tropical e em algumas ilhas do Pacífico. Em alguns locais onde foi introduzida, como no Havaí e na Papua Nova Guiné, é considerada uma espécie invasora.